# UDF
 (engl. Universal Disk Format) je format za čuvanje podataka na optičkim medijima. Predstavlja implementaciju ISO/IEC 13346 standarda (poznatog i pod nazivom ECMA-167), a razvijen je od strane OSTA (engl. Optical Storage Technology Association).

## Revizije
Do sada je izvršeno više revizija UDF standarda:
- 1.02 (30. avgust, 1996). Format koji se koristi za DVD-video diskove.
- 1.50 (4. februar, 1997)
- 2.00 (3. april, 1998)
- 2.01 (15. mart, 2000)
- 2.50 (30. april, 2003)
- 2.60 (1. mart, 2005)

## Spoljašnje veze
- Internet stranica organizacije OSTA
- Wenguang Wang's UDF Introduction
- Linuks podrška za UDF
- Microsoft Windows UDF Read Troubleshooting
- UDF Izvornik